# Giro del Lussemburgo 1983
Il Giro del Lussemburgo 1983, quarantasettesima edizione della corsa, si svolse dal 8 al 12 giugno su un percorso di 732 km ripartiti in 4 tappe più un cronoprologo, con partenza a Lussemburgo e arrivo a Diekirch. Fu vinto dal lussemburghese Lucien Didier della Renault-Elf davanti al francese Charly Mottet e al danese Kim Andersen.

## Tappe
| Tappa  | Data      | Percorso                                      | km  | Vincitore di tappa | Leader cl. generale |
| ------ | --------- | --------------------------------------------- | --- | ------------------ | ------------------- |
| Prol.  | 8 giugno  | Lussemburgo > Lussemburgo (cron. individuale) | 2,3 | Adrie van der Poel | Adrie van der Poel  |
| 1ª     | 9 giugno  | Lussemburgo > Dippach                         | 182 | Charly Mottet      | Kim Andersen        |
| 2ª     | 10 giugno | Dippach > Esch-sur-Alzette                    | 186 | Rudy Matthijs      | Kim Andersen        |
| 3ª     | 11 giugno | Esch-sur-Alzette > Echternach                 | 181 | Ladislav Ferebauer | Lucien Didier       |
| 4ª     | 12 giugno | Echternach > Diekirch                         | 181 | Acácio da Silva    | Lucien Didier       |
| Totale | Totale    | Totale                                        | 732 |                    |                     |

## Dettagli delle tappe

### Prologo
- 8 giugno: Lussemburgo > Lussemburgo (cron. individuale) – 2,3 km

| Pos. | Corridore          | Squadra  | Tempo |
| ---- | ------------------ | -------- | ----- |
| 1    | Adrie van der Poel | Aernoudt | 3'16" |
| 2    | Ivan Monese        |          | a 1"  |
| 3    | Ivan Monese        |          | s.t.  |

| Pos. | Corridore          | Squadra  | Tempo |
| ---- | ------------------ | -------- | ----- |
| 1    | Adrie van der Poel | Aernoudt | 3'16" |
| 2    | Ivan Monese        |          | a 1"  |
| 3    | Ivan Monese        |          | s.t.  |

### 1ª tappa
- 9 giugno: Lussemburgo > Dippach – 182 km

| Pos. | Corridore     | Squadra       | Tempo    |
| ---- | ------------- | ------------- | -------- |
| 1    | Charly Mottet | Renault-Elf   | 4h53'29" |
| 2    | Marc Gomez    | Wolber-Spidel | s.t.     |
| 3    | Godi Schmutz  | Eorotex       | s.t.     |

| Pos. | Corridore     | Squadra     | Tempo    |
| ---- | ------------- | ----------- | -------- |
| 1    | Kim Andersen  | Coop        | 4h56'46" |
| 2    | Eric Salomon  | Renault-Elf | a 3"     |
| 3    | Charly Mottet | Renault-Elf | a 6"     |

### 2ª tappa
- 10 giugno: Dippach > Esch-sur-Alzette – 186 km

| Pos. | Corridore          | Squadra    | Tempo    |
| ---- | ------------------ | ---------- | -------- |
| 1    | Rudy Matthijs      | Boule d'Or | 4h49'06" |
| 2    | Étienne De Wilde   | La Redoute | s.t.     |
| 3    | Adrie van der Poel | Aernoudt   | s.t.     |

| Pos. | Corridore     | Squadra     | Tempo    |
| ---- | ------------- | ----------- | -------- |
| 1    | Kim Andersen  | Coop        | 9h45'52" |
| 2    | Eric Salomon  | Renault-Elf | a 3"     |
| 3    | Charly Mottet | Renault-Elf | a 4"     |

### 3ª tappa
- 11 giugno: Esch-sur-Alzette > Echternach – 181 km

| Pos. | Corridore          | Squadra | Tempo    |
| ---- | ------------------ | ------- | -------- |
| 1    | Ladislav Ferebauer |         | 4h51'05" |
| 2    | Ladislav Ferebauer |         | s.t.     |
| 3    | Ladislav Ferebauer |         | s.t.     |

| Pos. | Corridore     | Squadra     | Tempo     |
| ---- | ------------- | ----------- | --------- |
| 1    | Lucien Didier | Renault-Elf | 14h37'13" |

### 4ª tappa
- 12 giugno: Echternach > Diekirch – 181 km

| Pos. | Corridore       | Squadra | Tempo    |
| ---- | --------------- | ------- | -------- |
| 1    | Acácio da Silva | Eorotex | 4h58'23" |
| 2    | Ivan Monese     |         | s.t.     |
| 3    | Ivan Monese     |         | s.t.     |

| Pos. | Corridore     | Squadra     | Tempo     |
| ---- | ------------- | ----------- | --------- |
| 1    | Lucien Didier | Renault-Elf | 19h35'36" |
| 2    | Charly Mottet | Renault-Elf | a 27"     |
| 3    | Kim Andersen  | Coop        | a 28"     |

## Classifiche finali

### Classifica generale
| Pos. | Corridore           | Squadra            | Tempo     |
| ---- | ------------------- | ------------------ | --------- |
| 1    | Lucien Didier       | Renault-Elf        | 19h35'36" |
| 2    | Charly Mottet       | Renault-Elf        | a 27"     |
| 3    | Kim Andersen        | Coop-Mercier-Mavic | a 28"     |
| 4    | Werner Stauff       |                    | a 35"     |
| 5    | Godi Schmutz        | Eorotex-Magniflex  | a 37"     |
| 6    | Jiří Škoda          |                    | a 46"     |
| 6    | Acácio da Silva     |                    |           |
| 8    | Ivan Monese         |                    |           |
| 9    | Maurice Le Guilloux |                    |           |
| 10   | Vladimir Kozarek    |                    |           |